# Rainer Roth (Sozialwissenschaftler)
Rainer Roth (* 12. März 1944 in Tachau) ist ein deutscher Sozialwissenschaftler.

## Leben
Rainer Roth war bis zu seiner Pensionierung Fachhochschulprofessor mit dem Schwerpunkt Armut und Sozialhilfe am Fachbereich Sozialarbeit der Fachhochschule Frankfurt a. M.
Er war der Herausgeber verschiedener Standardwerke und Leitfadenbücher zum Thema Arbeitslosen- und Sozialhilfe; die aktuelle Inkarnation (in 29. Auflage) heißt mittlerweile Leitfaden Alg II / Sozialhilfe von A-Z und wird von Harald Thomé und Frank Jäger herausgegeben.
Er ist der Vorsitzende von Klartext e.V. einem Verein, der dafür eintritt, die Staatsfinanzen auf Kosten der Banken, Konzerne und der Reichen zu sanieren, und langjähriger Mitarbeiter der Sozialhilfeinitiativen. Weiterhin engagiert er sich seit Dezember 2009 im wissenschaftlichen Beirat der Coordination gegen BAYER-Gefahren (CBG).

## Schriften
- Leitfaden für Sozialhilfe. 1. Auflage. 1976.
- mit Harald Thomé: Leitfaden Alg II/Sozialhilfe von A bis Z. Hrsg.: AG Tu was ...
- Wie die Reichen immer reicher werden. In: H. Schui, E. Spoo (Hrsg.) Geld ist genug da. 1996.
- Legale Wirtschaftsverbrechen. In: H. See, E. Spoo (Hrsg.) Wirtschaftskriminalität – Kriminelle Wirtschaft. 1997.
- Über den Lohn am Ende des Monats. DVS, Frankfurt am Main 1998.
- Das Kartenhaus. Staatsverschuldung in Deutschland. DVS, 1998, ISBN 3-932246-20-9
- Nebensache Mensch. Arbeitslosigkeit in Deutschland. DVS, 2003. online auf: klartext-info.de (PDF; 2,7 MB)
- Sozialhilfemissbrauch: Wer missbraucht eigentlich wen? Fachhochschulverlag, Frankfurt am Main 2004.
- Zur Kritik des bedingungslosen Grundeinkommens. (PDF; 779 kB) DVS, Frankfurt am Main 2006
- Erster Teilerfolg gegen Hartz IV: Kürzung des Kinderbedarfs zurückgenommen. In: W. Rügemer: Arbeitsunrecht. Anklagen und Alternativen. 2009.
- Verstaatlichung der Hypo Real Estate. Klartext, Frankfurt am Main 2009.
- Finanz- und Wirtschaftskrise: Sie kriegen den Karren nicht flott... Frankfurt am Main 2009.
- Hartz IV: Zur Kritik des Regelsatzniveaus. DVS, Frankfurt am Main 2011. online auf: klartext-info.de (PDF; 469 kB)
- mit Jens Wernicke: Der Kernschmelze keine Chance! Vorrang für Kraft-Wärme-Kopplung! DVS, Frankfurt am Main 2011.
- Sklaverei als Menschenrecht. Über die bürgerlichen Revolutionen in England, den USA und Frankreich. DVS, Frankfurt am Main 2015, ISBN 978-3-932246-80-7.